# Dravinja s pritoki
Das Fauna-Flora-Habitat-Gebiet Dravinja s pritoki (deutsch: Drann mit Nebenflüssen) liegt auf dem Gebiet der Städte Slovenske Konjice, Slovenska Bistrica und Ptuj im Osten Sloweniens. Das etwa 5,5 km² große Schutzgebiet umfasst den Fluss Dravinja, seine Aue und mehrere Zuflüsse im Abschnitt von Mlače im Westen bis Slape im Osten.
Die Dravinja ist ein weitgehend unregulierter Zufluss der Drau. Er fließt durch eine mosaikartige Kulturlandschaft mit Wiesen, Weiden und Feuchtgebieten und wird innerhalb des Schutzgebiets nahezu durchgehend von einem schmalen Galerieauwald begleitet. Der Fluss und seine Nebenflüsse sind Lebensraum zahlreicher geschützter Fischarten, in den Auewiesen kommen unter anderem Wiesenknopf-Ameisenbläulinge vor. Die Auwaldstrukturen sind unter anderem Lebensraum des Hirschkäfers.
Das Gebiet liegt beinahe vollständig innerhalb des europäischen Vogelschutzgebiets Dravinjska dolina.

## Schutzzweck

### Lebensraumtypen
Folgende Lebensraumtypen nach Anhang I der FFH-Richtlinie sind für das Gebiet gemeldet:
| EU Code | * | Lebensraumtyp (offizielle Bezeichnung)                                                                          | Fläche [ha] |
| ------- | - | --- | ----------- |
| 3260    |   | Flüsse der planaren bis montanen Stufe mit Vegetation des Ranunculion fluitantis und des Callitricho-Batrachion | 42,8        |
| 3270    |   | Flüsse mit Schlammbänken mit Vegetation des Chenopodion rubri p.p. und des Bidention p.p.                       | 44,3        |
| 6430    |   | Feuchte Hochstaudenfluren der planaren und montanen bis alpinen Stufe                                           | 175,2       |
| 6510    |   | Magere Flachland-Mähwiesen (Alopecurus pratensis, Sanguisorba officinalis)                                      | 278,7       |

### Arteninventar
Folgende Arten von gemeinschaftlichem Interesse kommen im Gebiet vor:
| Bild                                | EU Code | * | Art                                 | wissenschaftlicher Name     | Artengruppe           |
| ----------------------------------- | ------- | - | ----------------------------------- | --------------------------- | --------------------- |
| Steinkrebs                          | 1093    | * | Steinkrebs                          | Austropotamobius torrentium | Krebse                |
| Forellenbarbe                       | 1138    |   | Forellenbarbe                       | Barbus meridionalis         | Fische und Rundmäuler |
|                                     | 1098    |   | Neunaugen                           | Eudontomyzon spp.           | Fische und Rundmäuler |
| Hirschkäfer                         | 1083    |   | Hirschkäfer                         | Lucanus cervus              | Käfer                 |
| Großer Feuerfalter                  | 1060    |   | Großer Feuerfalter                  | Lycaena dispar              | Schmetterlinge        |
| Dunkler Wiesenknopf-Ameisenbläuling | 1061    |   | Dunkler Wiesenknopf-Ameisenbläuling | Maculinea nausithous        | Schmetterlinge        |
| Heller Wiesenknopf-Ameisenbläuling  | 1059    |   | Heller Wiesenknopf-Ameisenbläuling  | Maculinea teleius           | Schmetterlinge        |
| Grüne Flussjungfer                  | 1037    |   | Grüne Flussjungfer                  | Ophiogomphus cecilia        | Libellen              |
|                                     | 1303    |   | Kleine Hufeisennase                 | Rhinolophus hipposideros    | Säugetiere            |
| Rutilus pigus                       | 1114    |   | Frauennerfling                      | Rutilus pigus               | Fische und Rundmäuler |
| Gold-Steinbeißer                    | 1146    |   | Gold-Steinbeißer                    | Sabanejewia aurata          | Fische und Rundmäuler |